# Nazionale maschile di curling dell'Italia
La nazionale italiana di curling è composta annualmente da una selezione tra gli atleti delle prime quattro squadre classificate al campionato italiano di curling dell'anno precedente.

La Nazionale è coordinata dalla Federazione Italiana Sport del Ghiaccio (FISG) e partecipa annualmente ai campionati europei, validi per la qualificazione ai mondiali e ai Giochi olimpici invernali. Inoltre partecipa a tutti gli appuntamenti che la World Curling Federation organizza e a cui l'Italia è qualificata. Vanta tre partecipazioni alle Olimpiadi invernali, la prima a Torino 2006.
L'Italia presenta annualmente altre nove nazionali di curling:
- Nazionale di curling femminile dell'Italia
- Nazionale italiana junior di curling, sia maschile che femminile
- Nazionale italiana misti di curling
- Nazionale italiana doppio misto di curling
- Nazionale italiana senior sia maschile che femminile
- Nazionale italiana allievi di curling
- Nazionale disabili.

Viene inoltre presentata una squadra nazionale appositamente selezionata alle Universiadi, mentre ai Giochi olimpici giovanili (Winter Youth Olympic Games) partecipa la nazionale allievi, alle Olimpiadi la nazionale italiana e alle paralimpiadi la nazionale disabili. In ogni caso le nazionali partecipano ai campionati loro preposti.
Sin dai primi anni la stragrande maggioranza degli atleti che fanno o hanno fatto parte della formazione nazionale italiana di curling provengono da Cortina d'Ampezzo.

## Risultati
| Anno | Evento    | P.     | Squadra                                                                                         |
| ---- | --------- | ------ | ----------------------------------------------------------------------------------------------- |
| 1973 | Mondiale  | 9°     | Renato Ghezze, Paolo Da Ros, Lino Mariani, Andrea Pavani                                        |
| 1974 | Mondiale  | 10°    | Renato Ghezze, Lino Mariani, Roberto Zangara, Andrea Pavani                                     |
| 1975 | Mondiale  | 10°    | Giuseppe dal Molin, Leonzio Rezzadore, Franco Caldara, Enea Pavani                              |
| 1975 | Europeo   | 8°     | Leonzio Rezzadore, Andrea Pavani, Enea Pavani, Carlo Constantini                                |
| 1976 | Mondiale  | 5°     | Giuseppe dal Molin, Andrea Pavani, Enea Pavani, Leonzio Rezzadore                               |
| 1976 | Europeo   | 8°     | Giuseppe dal Molin, Andrea Pavani, Enea Pavani, Giorgio Vani                                    |
| 1977 | Mondiale  | 7°     | Giuseppe dal Molin, Andrea Pavani, Giancarlo Valt, Enea Pavani                                  |
| 1977 | Europeo   | 4°     | Giuseppe dal Molin, Giancarlo Valt, Enea Pavani, Ivo Lorenzi                                    |
| 1978 | Mondiale  | 7°     | Leonzio Rezzadore, Roberto Zangara, Franco Caldara, Roberto Bocus                               |
| 1978 | Europeo   | 6°     | Giuseppe dal Molin, Andrea Pavani, Giancarlo Valt, Enea Pavani                                  |
| 1979 | Mondiale  | 8°     | Giuseppe dal Molin, Andrea Pavani, Giancarlo Valt, Enea Pavani                                  |
| 1979 | Europeo   | Bronzo | Giuseppe dal Molin, Andrea Pavani, Giancarlo Valt, Enea Pavani                                  |
| 1980 | Mondiale  | 7°     | Giuseppe dal Molin, Andrea Pavani, Giancarlo Valt, Enea Pavani                                  |
| 1980 | Europeo   | 7°     | Dino Zardini, Dino Menardi, Valerio Constantini, Cesare Majoni                                  |
| 1981 | Mondiale  | 7°     | Giuseppe dal Molin, Andrea Pavani, Giancarlo Valt, Enea Pavani                                  |
| 1981 | Europeo   | 8°     | Giuseppe dal Molin, Massimo Alverà, Franco Sovilla, Claudio Alverà                              |
| 1982 | Mondiale  | 6°     | Andrea Pavani, Giancarlo Valt, Enrico Alberti, Enea Pavani                                      |
| 1982 | Europeo   | 13°    | Andrea Pavani, Giancarlo Valt, Enrico Alberti, Gianantonio Gilarduzzi                           |
| 1983 | Mondiale  | 10°    | Massimo Alverà, Franco Sovilla, Giuseppe dal Molin, Stefano Morona                              |
| 1983 | Europeo   | 9°     | Andrea Pavani, Franco Sovilla, Giancarlo Valt, Stefano Morona                                   |
| 1984 | Mondiale  | 8°     | Andrea Pavani, Franco Sovilla, Giancarlo Valt, Stefano Morona                                   |
| 1984 | Europeo   | 9°     | Andrea Pavani, Franco Sovilla, Giancarlo Valt, Stefano Morona                                   |
| 1985 | Mondiale  | 7°     | Andrea Pavani, Franco Sovilla, Giancarlo Valt, Stefano Morona                                   |
| 1985 | Europeo   | 12°    | Andrea Pavani, Franco Sovilla, Fabio Alverà, Stefano Morona                                     |
| 1986 | Mondiale  | 10°    | Andrea Pavani, Franco Sovilla, Fabio Alverà, Stefano Morona                                     |
| 1986 | Europeo   | 4°     | Andrea Pavani, Franco Sovilla, Fabio Alverà, Stefano Morona                                     |
| 1987 | Europeo   | 10°    | Fabio Alverà, Adriano Lorenzi, Stefano Morona, Stefano Zardini                                  |
| 1988 | Europeo   | 8°     | Fabio Alverà, Adriano Lorenzi, Stefano Morona, Stefano Zardini                                  |
| 1989 | Mondiale  | 7°     | Andrea Pavani, Fabio Alverà, Adriano Lorenzi, Stefano Morona, Stefano Zardini                   |
| 1989 | Europeo   | 9°     | Andrea Pavani, Fabio Alverà, Adriano Lorenzi, Stefano Morona, Stefano Zardini                   |
| 1990 | Mondiale  | 9°     | Andrea Pavani, Fabio Alverà, Franco Sovilla, Stefano Morona, Stefano Zardini                    |
| 1990 | Europeo   | 13°    | Vittorio Boschet, Alessandro Fummi, Livo Zanardo, Giovanni Zadra                                |
| 1991 | Europeo   | 14°    | Vittorio Boschet, Alessandro Fummi, Livo Zanardo, Vittorio Moglia                               |
| 1992 | Europeo   | 14°    | Fabio Alverà, Franco Sovilla, Stefano Morona, Stefano Zardini                                   |
| 1993 | Europeo   | 14°    | Gianpaolo Zandegiacomo, Valter Bombassei, Davide Zandegiacomo, Diego Bombassei                  |
| 1994 | Europeo   | 11°    | Claudio Pescia, Gianpaolo Zandegiacomo, Valter Bombassei, Davide Zandegiacomo, Diego Bombassei  |
| 1995 | Europeo   | 4°     | Claudio Pescia, Gianpaolo Zandegiacomo, Valter Bombassei, Davide Zandegiacomo, Diego Bombassei  |
| 1996 | Mondiale  | 8°     | Claudio Pescia, Gianpaolo Zandegiacomo, Valter Bombassei, Davide Zandegiacomo, Diego Bombassei  |
| 1996 | Europeo   | 10°    | Claudio Pescia, Valter Bombassei, Davide Zandegiacomo, Diego Bombassei, Fabio Alverà            |
| 1997 | Europeo   | 13°    | Claudio Pescia, Stefano Ferronato, Alessandro Lettieri, Alessandro Zisa, Gianluca Lorenzi       |
| 1998 | Europeo   | 15°    | Claudio Pescia, Valter Bombassei, Davide Zandegiacomo, Marco Mariani, Diego Bombassei           |
| 1999 | Europeo   | 12°    | Stefano Ferronato, Fabio Alverà, Gianluca Lorenzi, Alessandro Zisa, Marco Mariani               |
| 2000 | Europeo   | 12°    | Stefano Ferronato, Fabio Alverà, Gianluca Lorenzi, Alessandro Zisa, Marco Mariani               |
| 2001 | Europeo   | 10°    | Alessandro Lettieri, Joël Retornaz, Mathias Retornaz, Alessandro Federici, Andrea Callegari     |
| 2002 | Europeo   | 11°    | Gianpaolo Zandegiacomo, Valter Bombassei, Davide Zandegiacomo, Diego Bombassei, Antonio Menardi |
| 2003 | Europeo   | 8°     | Stefano Ferronato, Fabio Alverà, Marco Mariani, Alessandro Zisa, Adriano Lorenzi                |
| 2004 | Europeo   | 8°     | Stefano Ferronato, Fabio Alverà, Valter Bombassei, Alessandro Zisa, Joël Retornaz               |
| 2005 | Mondiale  | 12°    | Stefano Ferronato, Fabio Alverà, Marco Mariani, Alessandro Zisa, Joël Retornaz                  |
| 2005 | Europeo   | 9°     | Joël Retornaz, Fabio Alverà, Marco Mariani, Alessandro Zisa, Gianpaolo Zandegiacomo             |
| 2006 | Olimpiadi | 7°     | Joël Retornaz, Fabio Alverà, Marco Mariani, Gianpaolo Zandegiacomo, Antonio Menardi             |
| 2006 | Europeo   | 12°    | Stefano Ferronato, Alessandro Zisa, Marco Mariani, Adriano Lorenzi, Giorgio Da Rin              |
| 2007 | Europeo   | 10°    | Joël Retornaz, Silvio Zanotelli, Davide Zanotelli, Alessandro Zisa, Marco Mariani               |
| 2008 | Europeo   | 12°    | Stefano Ferronato, Gianpaolo Zandegiacomo, Alessandro Zisa, Marco Mariani, Giorgio Da Rin       |
| 2009 | Europeo   | 10°    | Stefano Ferronato, Gianpaolo Zandegiacomo, Alessandro Zisa, Marco Mariani, Giorgio Da Rin       |
| 2010 | Mondiale  | 10°    | Joël Retornaz, Silvio Zanotelli, Davide Zanotelli, Julien Genrè, Giorgio Da Rin                 |
| 2010 | Europeo   | 11°    | Joël Retornaz, Silvio Zanotelli, Davide Zanotelli, Mirco Ferretti, Daniele Ferrazza             |
| 2011 | Europeo   | 10°    | Joël Retornaz, Silvio Zanotelli, Davide Zanotelli, Marco Mariani, Marco Pascale                 |
| 2012 | Europeo   | 15°    | Fabio Sola, Julien Genre, Simone Gonin, Graziano Iacovetti, Simone Sola                         |
| 2013 | Europeo   | 12°    | Amos Mosaner, Andrea Pilzer, Daniele Ferrazza, Roberto Arman, Sebastiano Arman                  |
| 2014 | Europeo   | 4°     | Amos Mosaner, Joël Retornaz, Daniele Ferrazza, Andrea Pilzer, Sebastiano Arman                  |
| 2015 | Europeo   | 8°     | Amos Mosaner, Joël Retornaz, Daniele Ferrazza, Andrea Pilzer, Sebastiano Arman                  |
| 2016 | Europeo   | 7°     | Amos Mosaner, Joël Retornaz, Daniele Ferrazza, Andrea Pilzer, Fabio Ribotta                     |
| 2017 | Mondiale  | 9°     | Amos Mosaner, Joël Retornaz, Daniele Ferrazza, Andrea Pilzer, Simone Gonin                      |
| 2017 | Europeo   | 8°     | Amos Mosaner, Joël Retornaz, Daniele Ferrazza, Andrea Pilzer, Simone Gonin                      |
| 2018 | Olimpiadi | 7°     | Amos Mosaner, Joël Retornaz, Simone Gonin, Daniele Ferrazza, Andrea Pilzer                      |
| 2018 | Mondiale  | 9°     | Amos Mosaner, Joël Retornaz, Daniele Ferrazza, Andrea Pilzer, Fabio Ribotta                     |
| 2018 | Europeo   | Bronzo | Amos Mosaner, Joël Retornaz, Sebastiano Arman, Simone Gonin, Fabio Ribotta                      |
| 2019 | Mondiale  | 7°     | Amos Mosaner, Joël Retornaz, Sebastiano Arman, Simone Gonin, Alberto Pimpini                    |
| 2019 | Europeo   | 5°     | Amos Mosaner, Joël Retornaz, Sebastiano Arman, Simone Gonin, Alberto Pimpini                    |
| 2021 | Europeo   | Bronzo | Amos Mosaner, Joël Retornaz, Sebastiano Arman, Simone Gonin, Mattia Giovanella                  |
| 2021 | Mondiale  | 7°     | Amos Mosaner, Joël Retornaz, Sebastiano Arman, Simone Gonin, Mattia Giovanella                  |
| 2022 | Olimpiadi | 9°     | Amos Mosaner, Joël Retornaz, Sebastiano Arman, Simone Gonin, Mattia Giovanella                  |
| 2022 | Mondiale  | Bronzo | Amos Mosaner, Joël Retornaz, Sebastiano Arman, Simone Gonin, Mattia Giovanella                  |
| 2022 | Europeo   | Bronzo | Amos Mosaner, Joël Retornaz, Sebastiano Arman, Alberto Pimpini, Mattia Giovanella               |
| 2023 | Mondiale  | 4°     | Amos Mosaner, Joël Retornaz, Sebastiano Arman, Mattia Giovanella                                |
| 2023 | Europeo   | 4°     | Joël Retornaz, Amos Mosaner, Sebastiano Arman, Mattia Giovanella, Alberto Pimpini               |
| 2024 | Mondiale  | Bronzo | Joël Retornaz, Amos Mosaner, Sebastiano Arman, Mattia Giovanella, Francesco De Zanna            |
| 2024 | Europeo   | 6°     | Joël Retornaz, Amos Mosaner, Sebastiano Arman, Mattia Giovanella, Alberto Zisa                  |
| 2025 | Mondiale  | 10°    | Joël Retornaz, Amos Mosaner, Sebastiano Arman, Mattia Giovanella, Giacomo Colli                 |

## Confronti con altre nazionali
Statistiche aggiornate al 4 aprile 2025.
In corsivo sono indicate le nazioni non più esistenti. 
| Nazione                      | Giocate | Vinte | Perse | V%     | PF   | PS   | Diff. |
| ---------------------------- | ------- | ----- | ----- | ------ | ---- | ---- | ----- |
| Andorra                      | 1       | 1     | 0     | 100%   | 24   | 1    | +23   |
| Atleti Olimpici dalla Russia | 1       | 1     | 0     | 100%   | 7    | 6    | +1    |
| Australia                    | 3       | 2     | 1     | 66.67% | 31   | 17   | +14   |
| Austria                      | 21      | 14    | 7     | 66.67% | 165  | 97   | +68   |
| Belgio                       | 4       | 4     | 0     | 100%   | 42   | 21   | +21   |
| Bielorussia                  | 2       | 2     | 0     | 100%   | 29   | 3    | +26   |
| Bulgaria                     | 9       | 9     | 0     | 100%   | 92   | 25   | +67   |
| Canada                       | 31      | 5     | 26    | 16.13% | 136  | 228  | -92   |
| Cecoslovacchia               | 1       | 1     | 0     | 100%   | 11   | 3    | +8    |
| Cina                         | 9       | 5     | 4     | 55.56% | 60   | 58   | +2    |
| Corea del Sud                | 9       | 6     | 3     | 66.67% | 65   | 41   | +24   |
| Croazia                      | 2       | 2     | 0     | 100%   | 19   | 6    | +13   |
| Danimarca                    | 52      | 25    | 27    | 48.08% | 306  | 310  | -4    |
| Estonia                      | 4       | 4     | 0     | 100%   | 35   | 23   | +12   |
| Fed. Russa di Curling        | 1       | 0     | 1     | 0%     | 7    | 8    | -1    |
| Finlandia                    | 34      | 14    | 20    | 41.18% | 208  | 198  | +10   |
| Francia                      | 39      | 20    | 19    | 51.28% | 241  | 226  | +15   |
| Galles                       | 16      | 13    | 3     | 75%    | 125  | 81   | +44   |
| Germania                     | 45      | 28    | 17    | 62.22% | 288  | 257  | +31   |
| Germania Ovest               | 20      | 6     | 14    | 30%    | 97   | 147  | -50   |
| Giappone                     | 11      | 5     | 6     | 45.45% | 78   | 68   | +10   |
| Gran Bretagna                | 3       | 0     | 3     | 0%     | 16   | 21   | -5    |
| Grecia                       | 2       | 2     | 0     | 100%   | 24   | 2    | +22   |
| Inghilterra                  | 26      | 13    | 13    | 50%    | 169  | 147  | +22   |
| Irlanda                      | 2       | 1     | 1     | 50%    | 10   | 14   | -4    |
| Lettonia                     | 7       | 5     | 2     | 71.43% | 54   | 36   | +18   |
| Lituania                     | 1       | 1     | 0     | 100%   | 15   | 2    | +13   |
| Lussemburgo                  | 8       | 5     | 3     | 62.5%  | 67   | 42   | +25   |
| Norvegia                     | 65      | 17    | 48    | 26.15% | 351  | 463  | -112  |
| Nuova Zelanda                | 4       | 4     | 0     | 100%   | 30   | 16   | +14   |
| Paesi Bassi                  | 31      | 23    | 8     | 74.19% | 243  | 165  | +78   |
| Polonia                      | 1       | 1     | 0     | 100%   | 6    | 4    | +2    |
| Rep. Ceca                    | 28      | 19    | 9     | 67.86% | 198  | 156  | +32   |
| ROC                          | 1       | 0     | 1     | 0%     | 7    | 10   | -3    |
| Romania                      | 1       | 1     | 0     | 100%   | 7    | 4    | +3    |
| Russia                       | 20      | 11    | 9     | 55%    | 130  | 112  | +18   |
| Scozia                       | 67      | 12    | 55    | 17.91% | 278  | 434  | -158  |
| Slovacchia                   | 6       | 4     | 2     | 66.67% | 48   | 35   | +13   |
| Spagna                       | 6       | 6     | 0     | 100%   | 60   | 21   | +39   |
| Stati Uniti                  | 32      | 7     | 25    | 21.88% | 159  | 232  | -73   |
| Svezia                       | 68      | 14    | 54    | 20.59% | 336  | 533  | -197  |
| Svizzera                     | 69      | 21    | 48    | 30.43% | 331  | 477  | -146  |
| Turchia                      | 5       | 5     | 0     | 100%   | 44   | 19   | +25   |
| Ungheria                     | 6       | 6     | 0     | 100%   | 49   | 27   | +22   |
| Totale                       | 775     | 345   | 429   | 44.52% | 4665 | 4791 | -126  |